# Гриняви
Гриня́вські гори (інші назви — Гриня́ви, Гринявський хребет) — гірський масив в Українських Карпатах, на півдні Івано-Франківської області, у межиріччі Чорного та Білого Черемошу. З півночі прилягає до Верховинсько-Путильського низькогір'я, на півдні межує зі східною частиною Мармароського масиву — Чивчинськими горами. 
Найвища вершина Гринявських гір — Погребина (1605,3 м; за іншими даними — 1610 м). До Гринявських гір входять хребти: Кринта-Скупова, Пневе (Пнів'є), Озирнинський, Ватонарка та інші. Гребенева лінія Гринявських гір звивиста, з численними переважно пологими вершинами. Західні схили гір короткі та круті, східні — пологі й низькі. 
Гори до висоти 1350–1550 м вкриті переважно хвойними лісами (ялина, ялиця), вище — полонини. Верхню межу лісу (ВМЛ) у Гринявських горах утворюють природний територіальний комплекс зі смерековими деревостанами, тут вона проходить у середньому на висотах 1450–1550 м.
Район випасного тваринництва, значно заселений (здебільшого в північній частині), проте порівняно важкодоступний. Розвивається зелений туризм і екотуризм.

## Деякі вершини

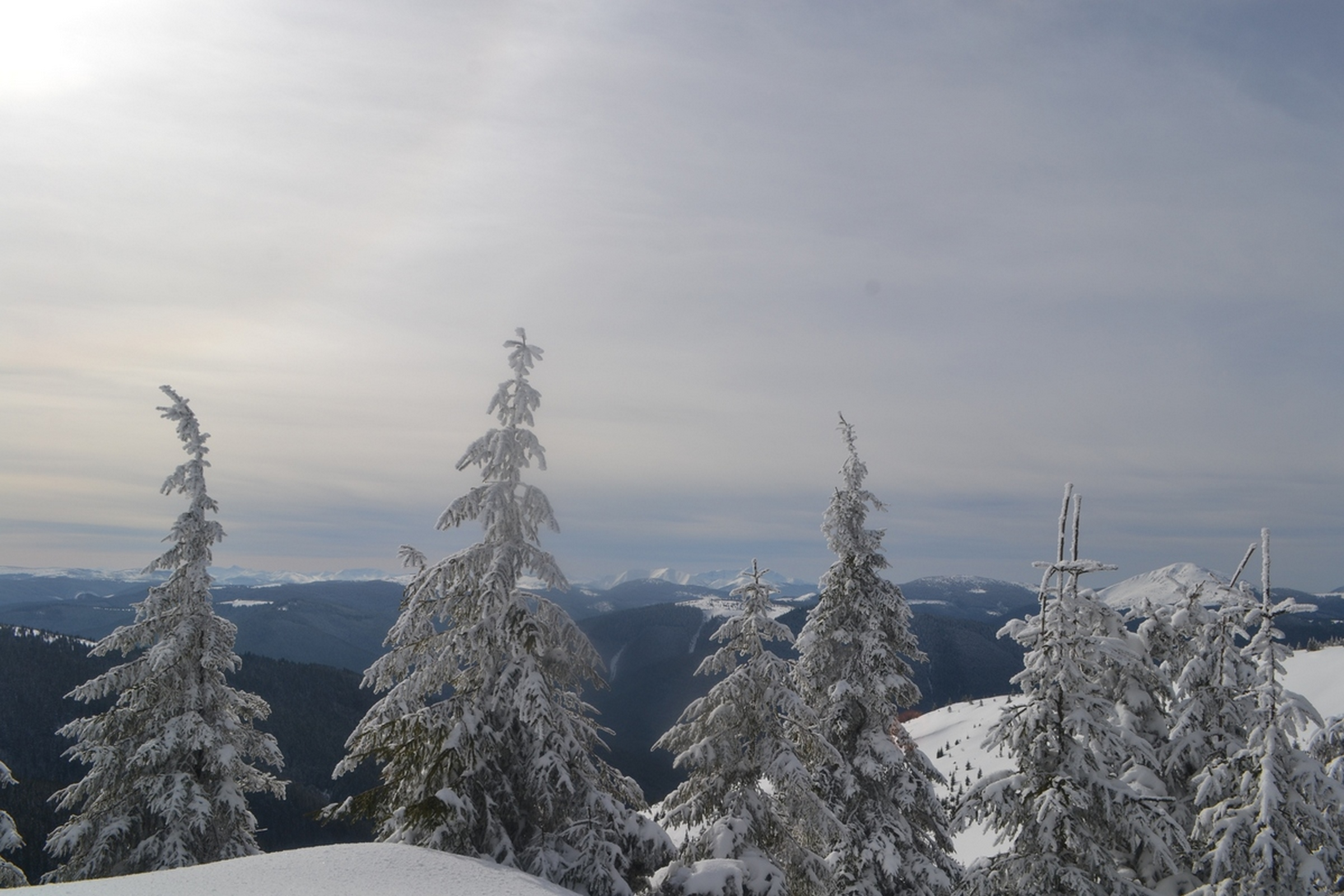
Біля гори Баба Лудова

- Біля гори Баба ЛудоваПогребина (1605,3 м)
- Баба Людова (1581,7 м)
- Розтіцька (1527 м)
- Листувата (1525 м)
- Скупова (1583 м)
- Масний Присліп (1581 м)
- Тарниця (1553 м)
- Пнів'є (1586 м)
- Оглєнда (1463 м)

## Цікаві факти
- Деякі довідники з географії відносять до Гринявських гір також хребет Лосова, який простягається між Білим Черемошем і верхів'ям Сучави. Однак цей хребет належить до масиву Яловичорських гір.